# Chiều cao sóng
Chiều cao sóng, trong các ngành hải dương học, kĩ thuật bờ biển, kĩ thuật hàng hải, được xác định bằng khoảng cách theo phương thẳng đứng từ chân sóng lên đến đỉnh sóng.
Trong trường hợp lý tưởng, các sóng đều có cùng chiều cao. Tuy nhiên thực tế điều đó không xảy ra và người ta cần tính các đặc trưng sau đây của sóng:

## Các đại lượng
- Chiều cao sóng ý nghĩa: được tính bằng giá trị chiều cao trung bình của 1/3 số con sóng cao nhất đã đo được.
- Chiều cao sóng căn quân phương: là đại lượng đặc trưng cho năng lượng của sóng. Năng lượng của một tập hợp sóng ngẫu nhiên sẽ tương đương với năng lượng của một tập hợp những con sóng có chiều cao cùng bằng chiều cao sóng quân phương.
- Chiều cao sóng hình thái: là chiều cao sóng đặc trưng cho tự nhiên sao cho với điều kiện sóng đồng đều như vậy sẽ có tác dụng làm bồi lắng, xói lở đáy biển giống như trên thực tế.

## Ứng dụng
Chiều cao sóng có nhiều ứng dụng kĩ thuật.
- Áp lực sóng biển tác dụng lên các công trình ngoài khơi và ven biển đều trực tiếp phụ thuộc vào chiều cao sóng.
- Khả năng neo đậu của thuyền trong bến cảng đều yêu cầu một chiều cao sóng cho phép trong bến cảng đó.
- Tốc độ bồi lắng, xói lở của những bờ biển phụ thuộc một phần vào chiều cao sóng tại những nơi này.